# Монкаре
Монкаре́ (фр. Montcaret) — коммуна во Франции, находится в регионе Аквитания. Департамент — Дордонь. Входит в состав кантона Пеи-де-Монтень и Гюрсон. Округ коммуны — Бержерак.
Код INSEE коммуны — 24289.

## География

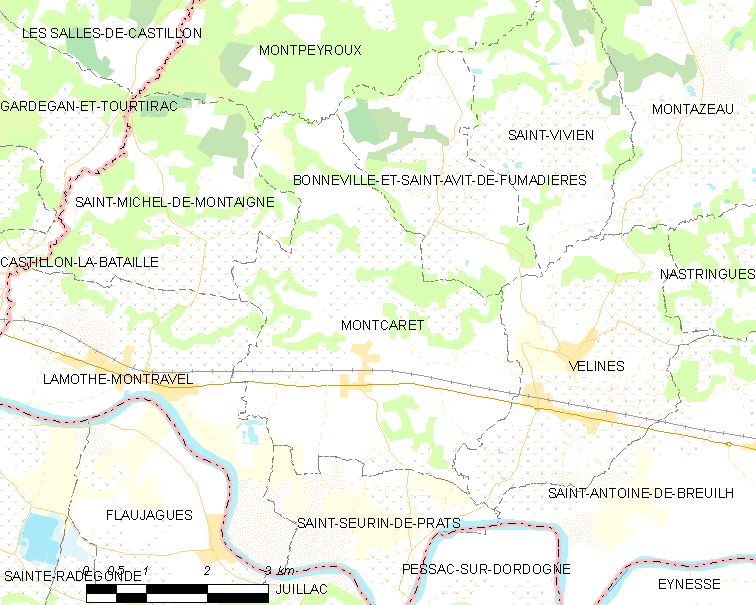
Карта коммуны

Коммуна расположена приблизительно в 480 км к югу от Парижа, в 55 км восточнее Бордо, в 65 км к юго-западу от Перигё.
На востоке коммуны протекает река Эстро.

### Климат
Климат умеренный океанический со средним уровнем осадков, которые выпадают преимущественно зимой. Лето здесь долгое и тёплое, однако также довольно влажное, здесь не бывает регулярных периодов летней засухи. Средняя температура января — 5 °C, июля — 18 °C. Изредка вследствие стечения неблагоприятных погодных условий может наблюдаться непродолжительная засуха или случаются поздние заморозки. Климат меняется очень часто, как в течение сезона, так и год от года.

## Население
Население коммуны на 2010 год составляло 1423 человека.
| 1962 | 1968 | 1975 | 1982 | 1990 | 1999 | 2010 |
| ---- | ---- | ---- | ---- | ---- | ---- | ---- |
| 1062 | 1045 | 1037 | 1071 | 1099 | 1211 | 1423 |

## Администрация
| Период | Период | Фамилия            | Партия        | Примечания |
| ------ | ------ | ------------------ | ------------- | ---------- |
| 2000   | 2007   | Жан-Клод Рабуассон |               |            |
| 2007   | 2014   | Даниэль Лашез      | Разные правые | пенсионер  |
| 2014   | 2020   | Жан-Тьерри Лансад  |               |            |

## Экономика
В 2010 году среди 846 человек трудоспособного возраста (15-64 лет) 597 были экономически активными, 249 — неактивными (показатель активности — 70,6 %, в 1999 году было 70,6 %). Из 597 активных жителей работали 527 человек (274 мужчины и 253 женщины), безработных было 70 (34 мужчины и 36 женщин). Среди 249 неактивных 55 человек были учениками или студентами, 113 — пенсионерами, 81 были неактивными по другим причинам.

## Достопримечательности
- Церковь Св. Петра в оковах (XI век). Исторический памятник с 1913 года[5]
- Руины галло-романских зданий. Исторический памятник с 1926 года[6]

## Фотогалерея

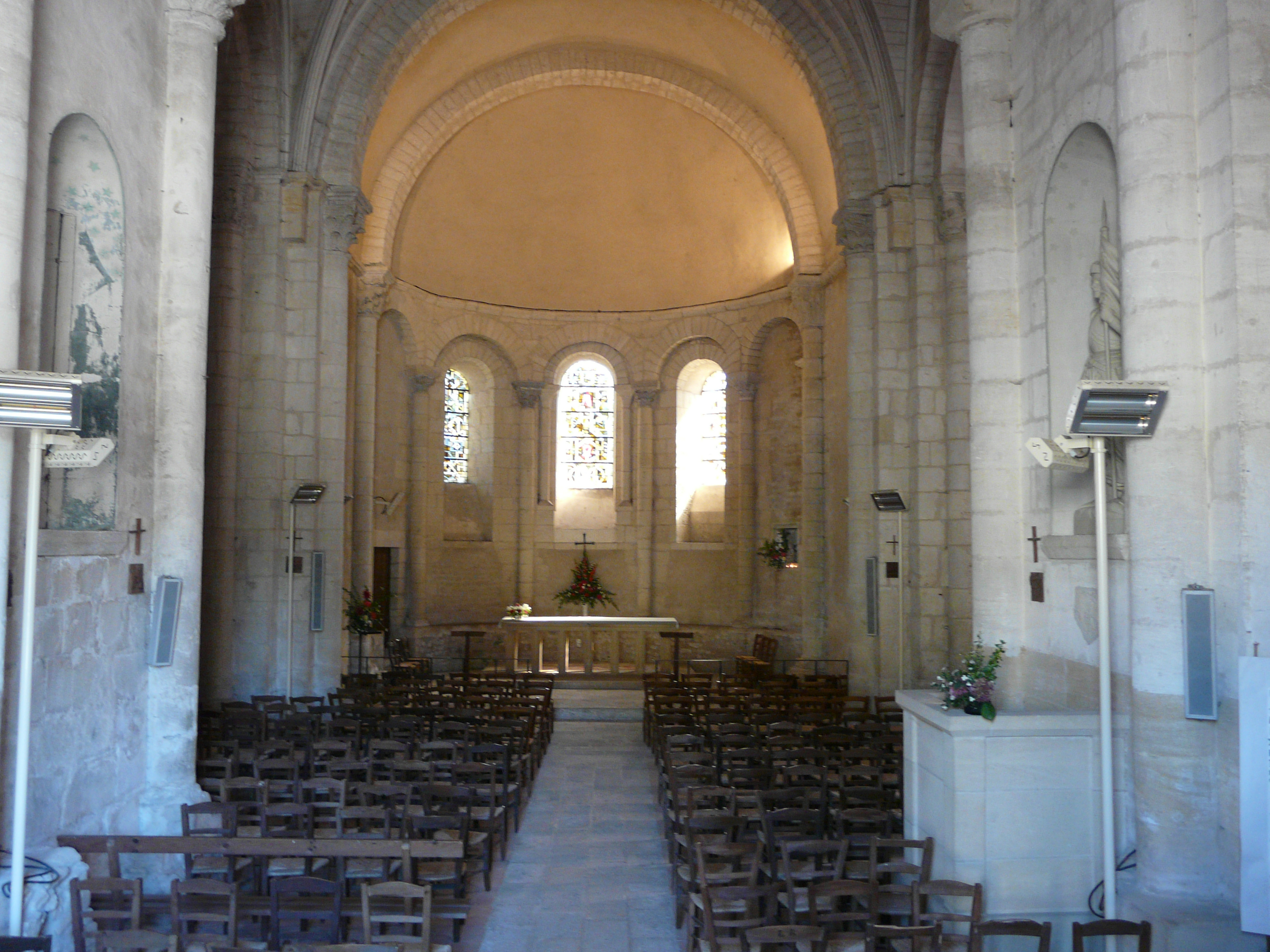
Интерьер церкви Св. Петра в оковах
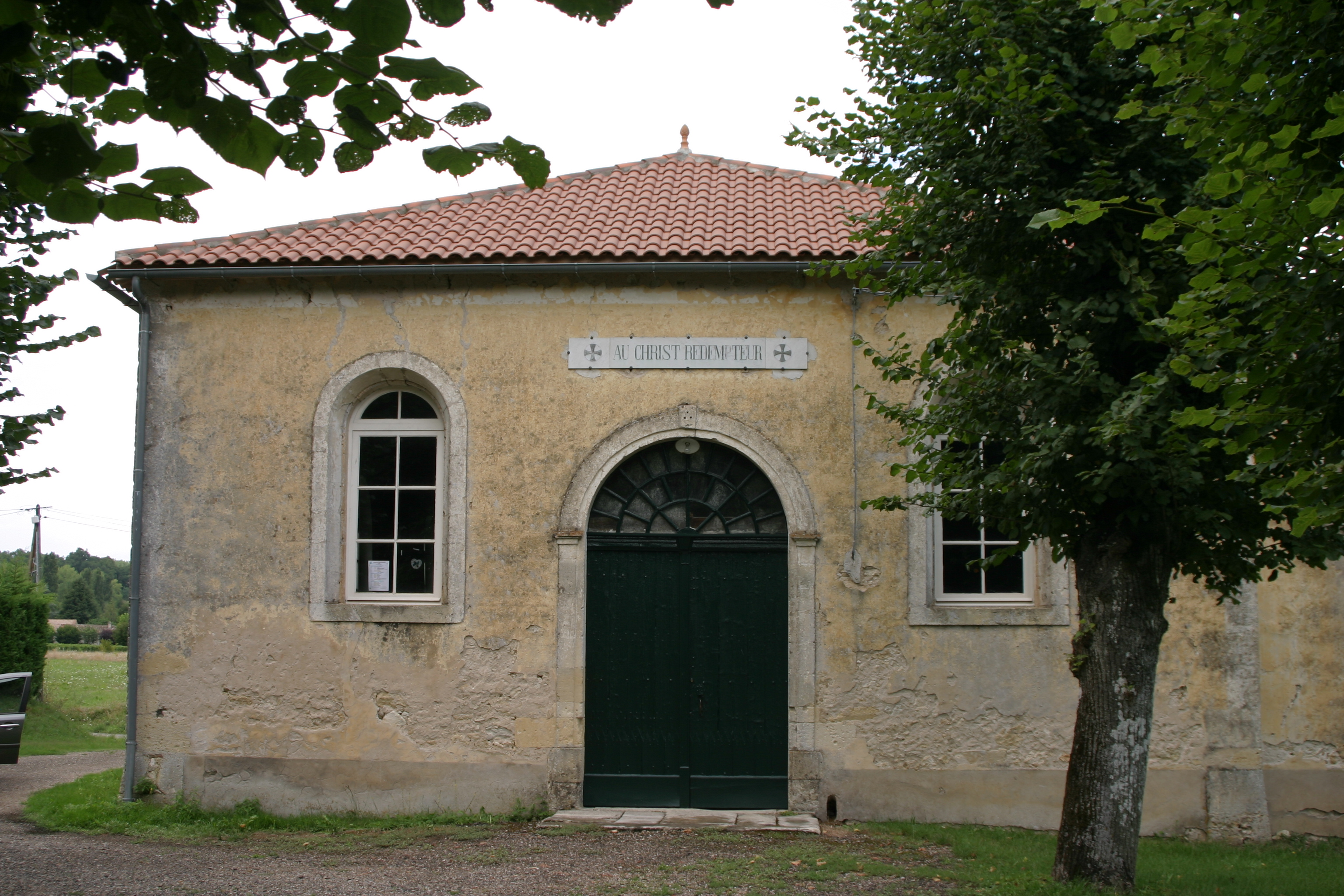
Протестантский храм
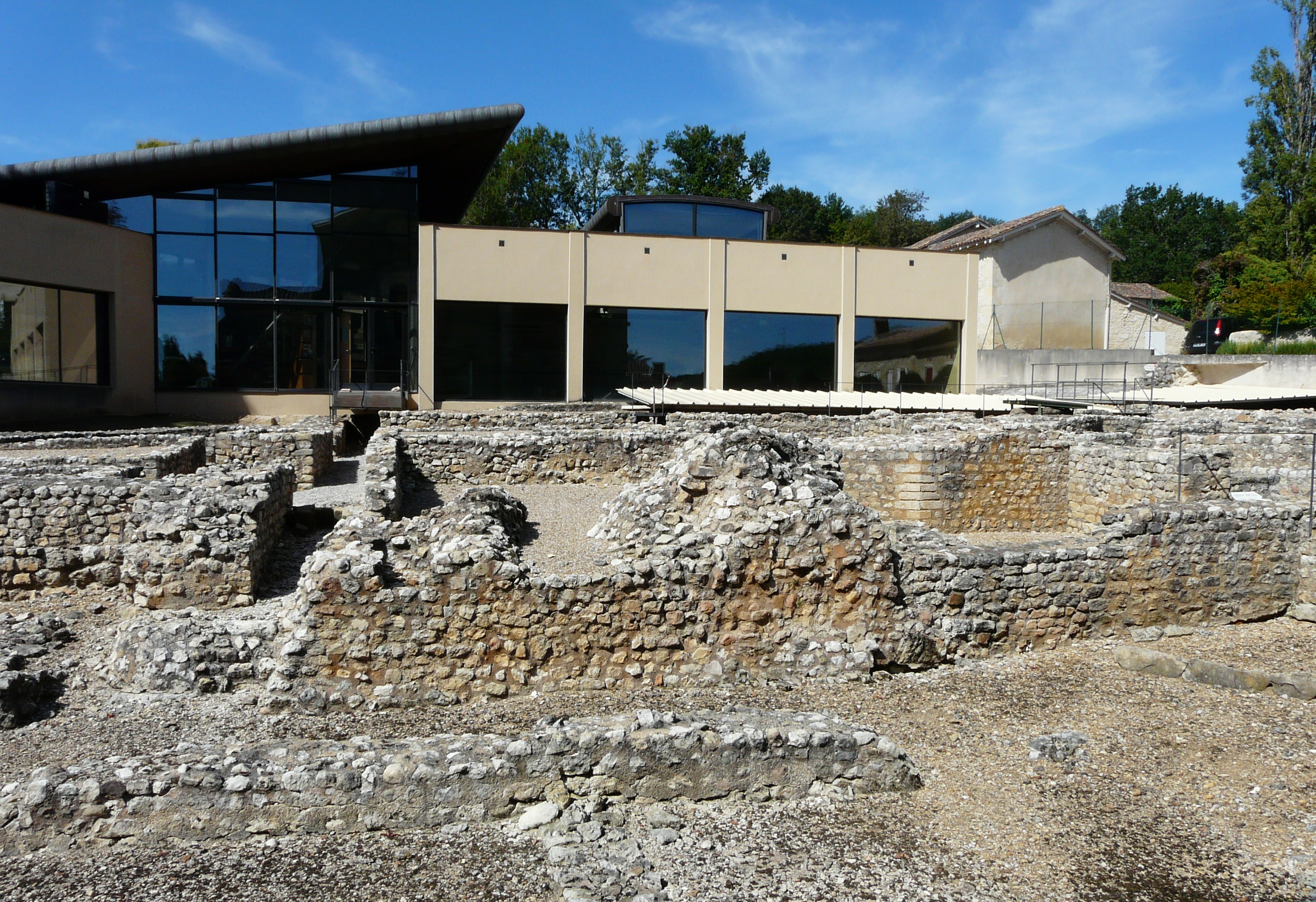
Руины галло-романских зданий
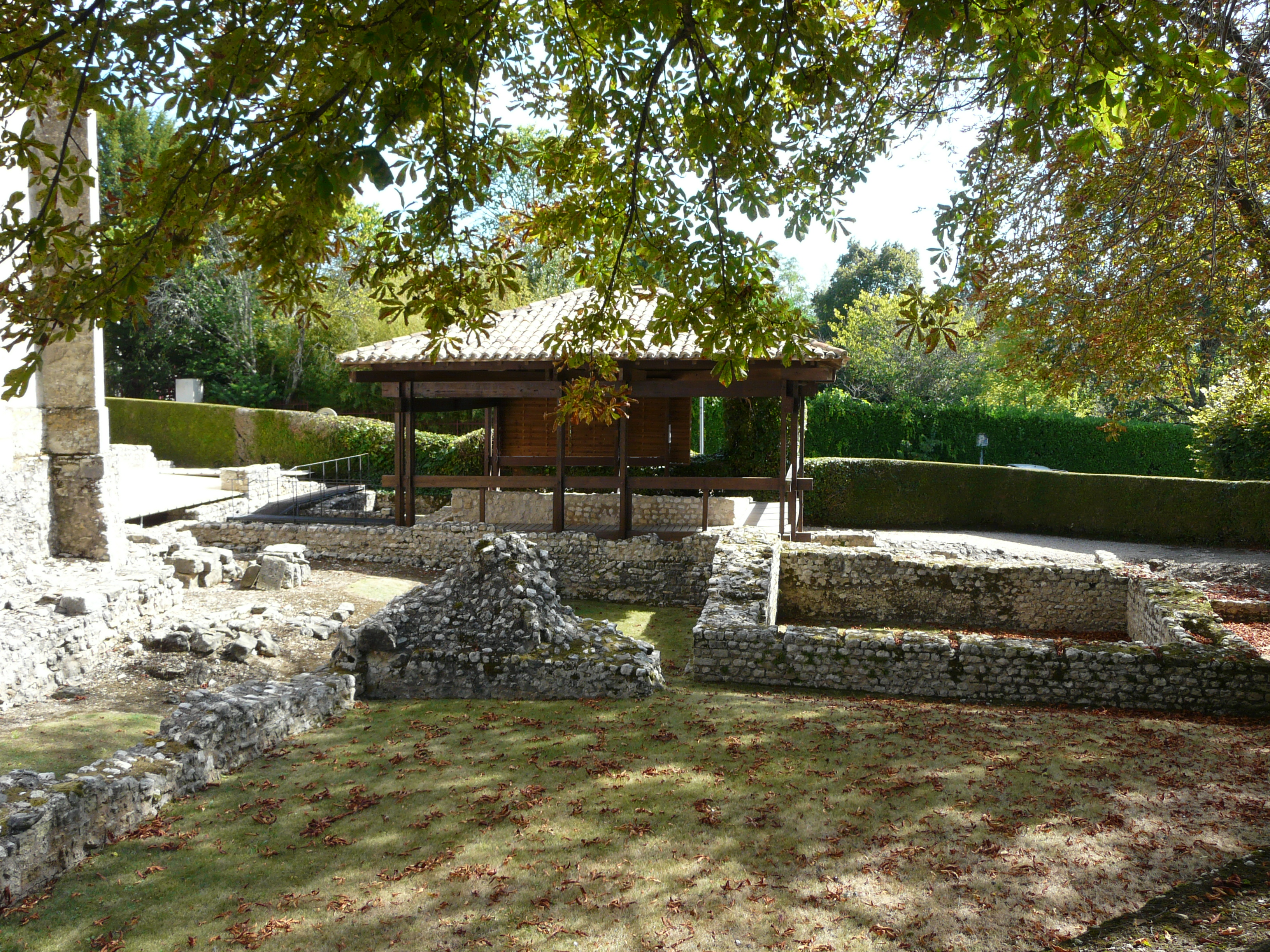
Руины галло-романских зданий
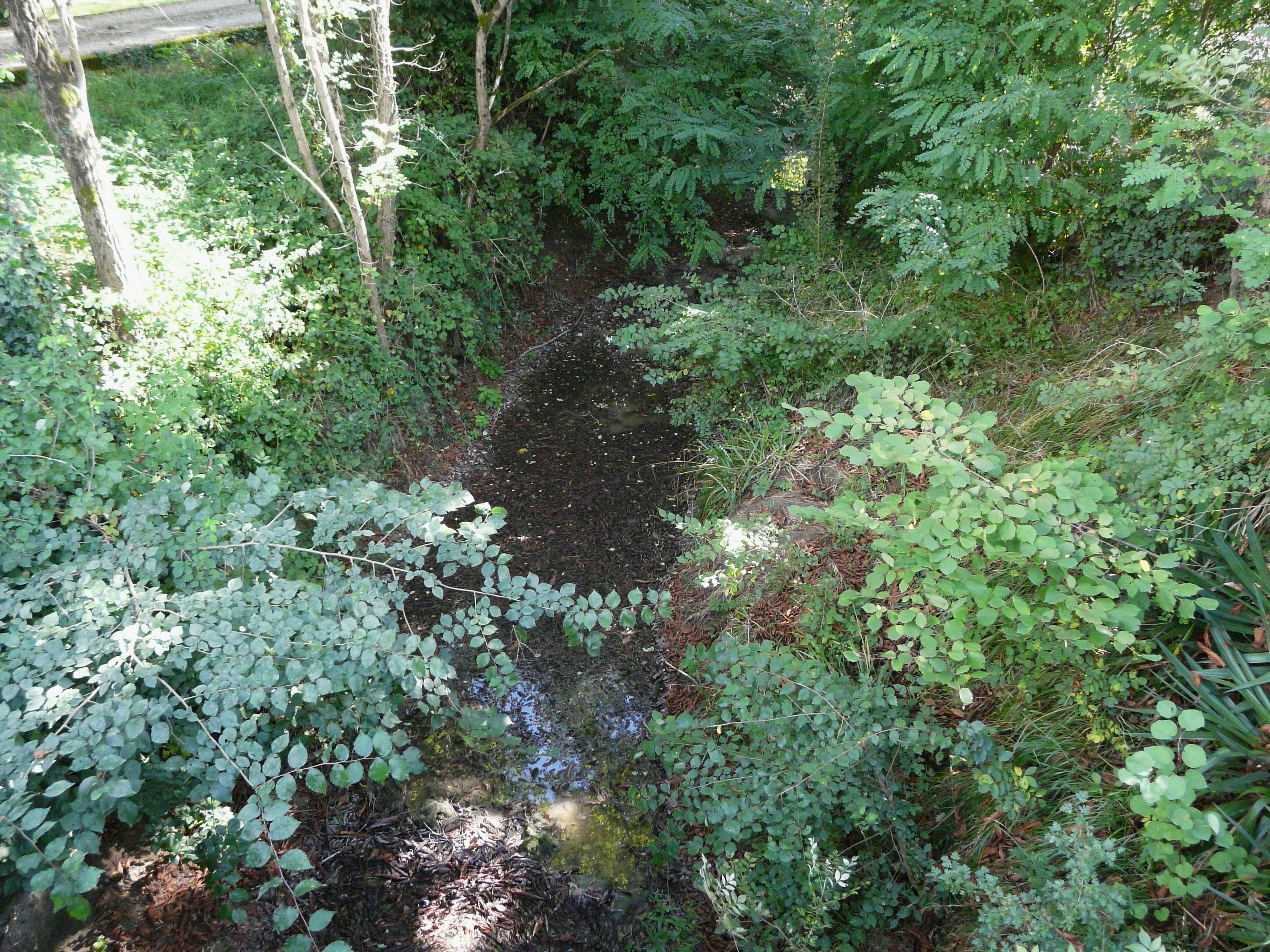
Река Эстро